# Brett Dennen
Pour les articles homonymes, voir Dennen.
Brett Dennen est un auteur et interprète américain de pop/folk, né le 28 octobre 1979.

## Biographie
Né en 1979, Brett Dennen est un chanteur de folk indépendant à la voix particulière, qui vient de Oakdale en Californie. Auteur-compositeur, il a sorti six albums jusqu’à présent, le premier, intitulé simplement Brett Dennen, en 2004, le second, So Much More, en 2006, Hope For The Hopeless, en 2008, Loverboy en 2011, Smoke and Mirrors en 2013 et Por Favor en 2016. Il a été comparé à Bob Dylan, Tracy Chapman, Jack Johnson, James Taylor et Wynonna Judd.

## Discographie

### Albums enregistrés en studio
- Brett Dennen (2004)
- So Much More (2006)
- Hope for the Hopeless (2008)
- Loverboy (2011)
- Smoke and Mirrors (2013)
- Por Favor (2016)

### Albums live
- Peace - EP (2006)
- (More) So Much More (2007)